# Jardim Botânico (Porto Alegre)
Jardim Botânico é um bairro nobre na zona leste da cidade brasileira de Porto Alegre, capital do estado  do Rio Grande do Sul. Foi criado pela lei 2022 de 7 de dezembro de 1959. O bairro faz parte da região de planejamento 1 - centro.
Em 2019 o bairro contava com: 12.521 habitantes, distribuídos por seus 203,6 hectáres, com uma densidade populacional de 6.149,80 hab./km². A taxa de analfabetismo do bairro era de 0,76%, acentuadamente menor que o índice geral de Porto Alegre que era de 3,86%. A renda média era de 6,78 salários mínimos por domicílio. O seu Índice de Desenvolvimento Humano Municipal é de 0,898, levemente elevado em comparação o índice de 0,805 da cidade.Jardim Carvalho

## Histórico
O bairro originou-se a partir de sua principal atração, o Jardim Botânico de Porto Alegre, aberto ao público em 1958. Antes da inauguração do parque, a área em que este estava situado era conhecida como Vila Russa ou Vila São Luiz

## Características atuais

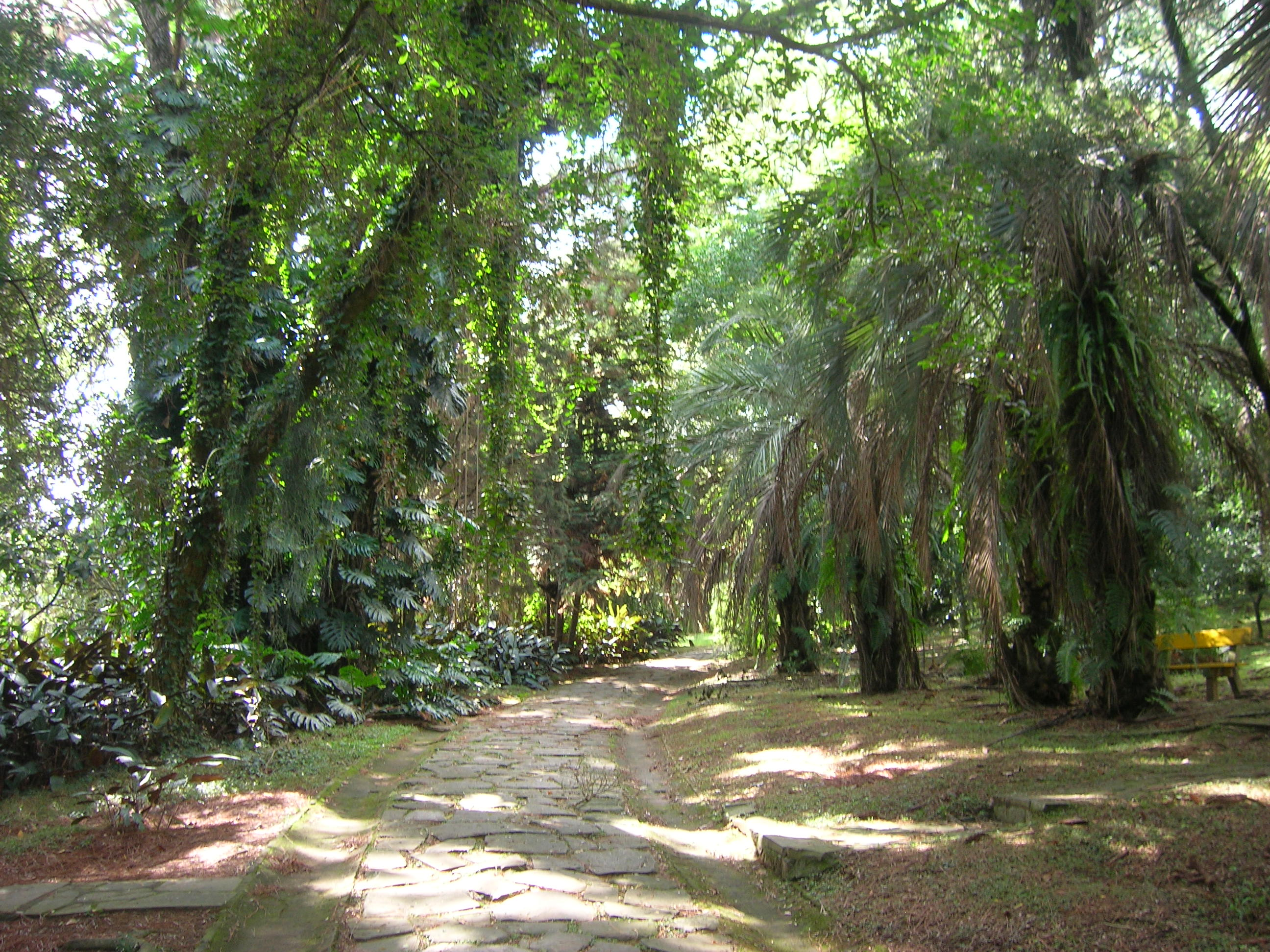
Uma das trilhas do jardim botânico.

O desenvolvimento do bairro Jardim Botânico ocorreu através da ampliação da Avenida Ipiranga. No final da década de 1970 houve um considerável investimento em termos habitacionais com a construção do Condomínio Felizardo Furtado, onde residem cerca de quatro mil e quinhentos moradores. O condomínio é um dos mais organizados da capital, localizado em um ponto estratégico do bairro.
Outro fator de crescimento do Jardim Botânico foi o estabelecimento da sede da Escola Superior de Educação Física (ESEF), em 1963. Esta instituição foi anexada pela Universidade Federal do Rio Grande do Sul (UFRGS) em 1969. Hoje, a Escola e estrutura de que dispõe estão localizadas dentro do Campus Olímpico da universidade.
É dentro do Jardim Botânico que está localizado também um dos mais completos núcleos hospitalares do Estado, o Hospital São Lucas, que foi aberto ao público no ano de 1976. A instituição, administrada pela Pontifícia Universidade Católica do Rio Grande do Sul (PUCRS), atende hoje a convênios particulares e também ao Sistema Único de Saúde. Próximo do Hospital está localizado o parque esportivo da PUCRS.
O centro de compras que mais se destaca é o Bourbon Shopping Ipiranga.

### Pontos de referência
Áreas verdes e de lazer
- Jardim Botânico de Porto Alegre - Fundação Zoobotânica do RS
- Parque Ararigboia
- Praça Frei Orlando – Av. Salvador França esquina Antônio Carlos Tibiriçá

Educação
- Escola Superior de Educação Física (ESEF) da UFRGS
- Escola Estadual Otávio de Souza

Outros
- Bourbon Shopping Ipiranga
- 35 CTG

## Limites atuais
Do ponto de convergência da Avenida Ipiranga (talvegue do Arroio Dilúvio) com a Rua General Tibúrcio; desta, pela Rua Eça de Queiroz, Rua Itaboraí e Rua Machado de Assis; desta, até encontrar a Rua Felizardo Furtado; desta, até o limite norte com o Jardim Botânico e, por este limite, sempre por uma linha reta, seca e imaginária, na direção oeste/leste, até a Avenida Cristiano Fischer; por esta, até a Avenida Ipiranga, seguindo pela linha do Arroio Dilúvio até o ponto de convergência com a Rua General Tibúrcio.
Seus bairros vizinhos são: Petrópolis, Partenon e Jardim do Salso.